# ASM Belfort
Die Association Sportive Municipale Belfortaine oder kurz ASM Belfort ist ein Sportverein aus der ostfranzösischen Stadt Belfort. Die Fußballer des Klubs sind zur Saison 2015/16 in die semiprofessionelle dritte Liga aufgestiegen. Zu den erfolgreicheren Abteilungen zählen auch die Eishockeyspieler sowie die Fechter.

## Geschichte

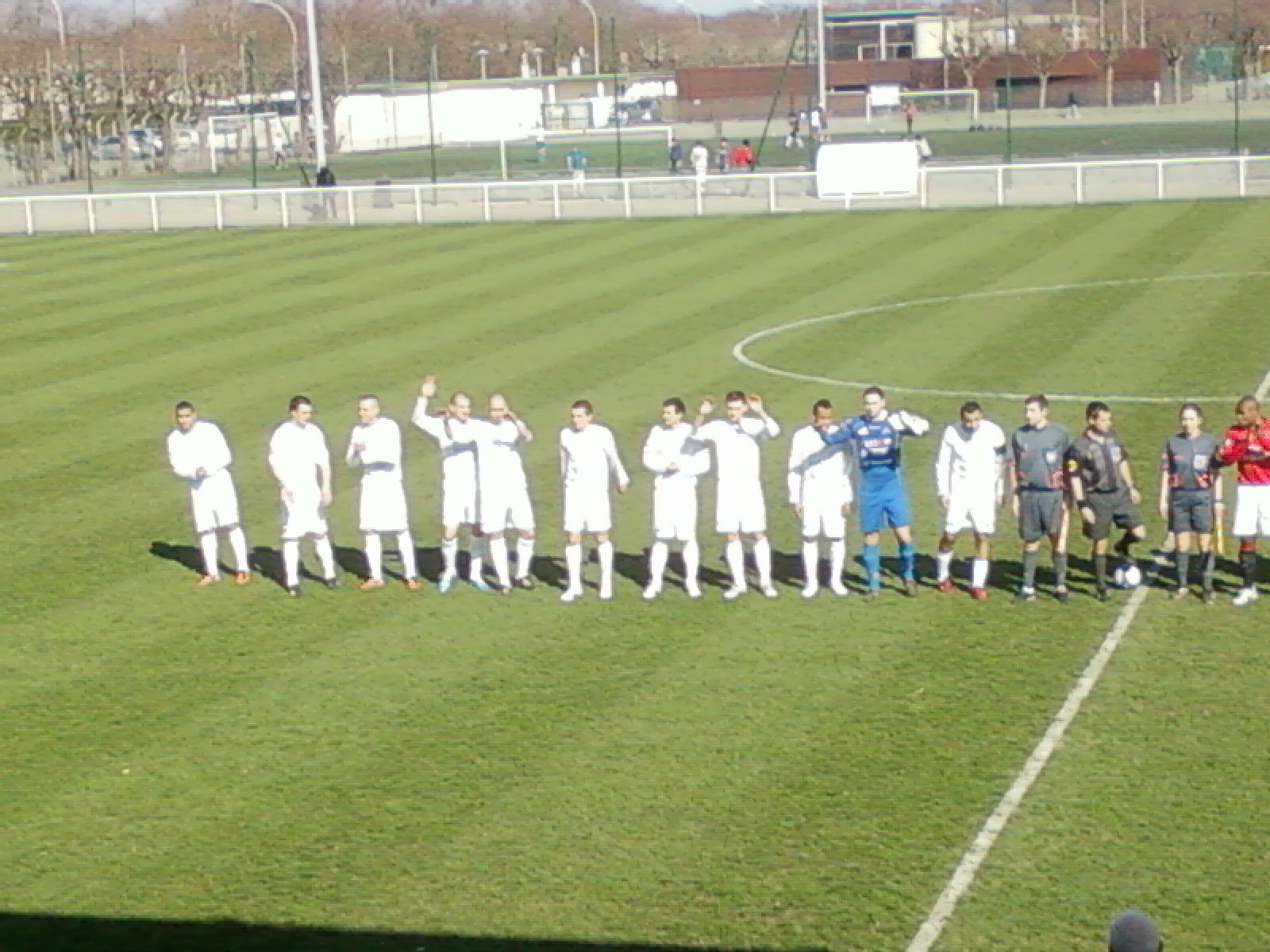
ASM Belfort

Die ASMB entstand 1971 aus der Fusion zweier örtlicher Vereine, der traditionsreichen laizistischen Union Sportive (USB) und der katholischen Association Sportive Patronale (ASPB), wobei Letztere sich nach dem Zweiten Weltkrieg im Fußball zu den Erfolgreicheren entwickelten und in den 1960er Jahren in einer Gruppe der dritthöchsten Spielklasse antraten. Dafür besaß die USB in den 1920er und den frühen 1930er Jahren einen sehr guten Namen und erreichte im vor der Einführung des Profifußballs in Frankreich wichtigsten nationalen Wettbewerb, der Coupe de France (Pokal), zwölf Mal die landesweite Hauptrunde, in der sie zwischen 1921 und 1932 sogar vier Mal bis in das Achtelfinale vorstieß. Zu dieser Zeit gehörten mit Étienne Mattler und André Maschinot zwei junge Männer aus dem Territoire de Belfort zum Aufgebot des Vereins, die danach zu französischen Nationalspielern wurden.
Der Zusammenschluss 1971 erfolgte unter aktiver Beteiligung der Stadtväter von Belfort, die eine Konzentration der Kräfte befürworteten; deshalb trägt der daraus entstandene Klub auch den Begriff „Municipale“ im Namen. 2006 machten sich die Fußballer vom Gesamtverein weitgehend selbständig, behielten aber den Klubnamen ASMB bei, dem lediglich ein FC (Football Club oder kurz Foot) angehängt wurde. Die Vereinsfarben sind Blau und Rot. Die Ligaelf trägt ihre Heimspiele im Stade Roger-Serzian aus, das eine Kapazität von rund 5.500 Plätzen aufweist.

## Ligazugehörigkeit und Erfolge der Fußballer
2003 stiegen die Blau-Roten aus der Division d’Honneur in die fünfte Liga (CFA 2) auf, der sie – mit der Unterbrechung einer Saison (2007/08), als Belfort sogar in der vierten Liga (CFA) vertreten war – bis 2010 angehörten. Dann gehörte die ASMB fünf Jahre der obersten Amateurliga an. 2015 qualifizierte sich ihr erstes Herrenteam als Meister seiner CFA-Gruppe für den Aufstieg in die drittklassige National.
Im Landespokalwettbewerb hat Belforts Ligaelf noch nicht an die Erfolge des Vorgängers USB anknüpfen können. Sie erreichte nur 1980 und 2013 die Hauptrunde, in der sie jeweils nach nur einem Spiel ausschied. 2020 allerdings stieß die in dieser Saison wieder viertklassige ASMB sogar in die Runde der besten acht Mannschaften vor, nachdem sie mit AS Nancy und HSC Montpellier einen Zweit- und einen Erstligisten ausgeschaltet hatte.

## Bekannte ehemalige Spieler
- Romain Hamouma, als Kind von 1998 bis 2001 bei der ASMB
- Patrick Jeskowiak, Erstligaspieler in Valenciennes und Sochaux, der noch als 40-Jähriger (insgesamt von 1981 bis 1985) für die ASMB spielte
- Francileudo Silva dos Santos, tunesischer Nationalspieler, 2013/14 bei der ASMB

## Eishockey
Die Eishockeymannschaft der Herren, die heutzutage unter dem Namen les lions („Die Löwen“) bekannt ist, spielt aktuell nur noch auf fünfthöchstem nationalen Liganiveau. Zwischen Ende der 1980er Jahre und 2005 war sie aber für mehrere Saisons in der dritten Spielklasse vertreten, 2003 sogar in der zweiten.